# لاندریانو
لاندریانو (به ایتالیایی: Landriano) یک کومونه در ایتالیا است که در استان پاویا واقع شده‌است.

## خصوصیات
لاندریانو ۱۵٫۵۹ کیلومترمربع مساحت و ۶٬۲۷۱ نفر جمعیت دارد و ۸۸ متر بالاتر از سطح دریا واقع شده‌است.